# 1990-es wimbledoni teniszbajnokság
Az 1990-es wimbledoni teniszbajnokság az év harmadik Grand Slam-tornája, a wimbledoni teniszbajnokság 104. kiadása volt, amelyet június 25–július 8. között rendeztek meg. A férfiaknál a svéd Stefan Edberg, nőknél az amerikai Martina Navratilova nyert.

## Döntők

### Férfi egyes
Stefan Edberg -  Boris Becker 6-2 6-2 3-6 3-6 6-4

### Női egyes
Martina Navratilova -  Zina Garrison 6-4 6-1

### Férfi páros
Rick Leach /  Jim Pugh -  Pieter Aldrich /  Danie Visser 7-6(5) 7-6(4) 7-6(5)

### Női páros
Jana Novotná /  Helena Suková -  Kathy Jordan /  Elizabeth Smylie 6-4 6-1

### Vegyes páros
Rick Leach /  Zina Garrison -  John Fitzgerald /  Elizabeth Smylie 7-5 6-2

## Juniorok

### Fiú egyéni
Lijendar Pedzs –  Marcos Ondruska 7–5, 2–6, 6–4

### Lány egyéni
Andrea Strnadová –  Kirrily Sharpe 6–2, 6–4

### Fiú páros
Sébastien Lareau /  Sébastien Leblanc –  Clinton Marsh /  Marcos Ondruska 7–6(5), 4–6, 6–3

### Lány páros
Karina Habšudová /  Andrea Strnadová –  Nicole Pratt /  Kirrily Sharpe 6–3, 6–2